# Воскресенське (Калінінський район)
Воскресенське (рос. Воскресенское) — присілок в Калінінському районі Тверської області Російської Федерації.
Населення становить 40 осіб. Входить до складу муніципального утворення Емауське сільське поселення.

## Історія
Від 2005 року входить до складу муніципального утворення Емауське сільське поселення.

## Населення
| 2008 | 2010 |
| ---- | ---- |
| 48   | ↘40  |